# Willi Fuggerer
Willi Fuggerer né le 11 septembre 1941 et mort en septembre 2015, est un coureur cycliste allemand. Lors des Jeux olympiques d'été de 1964 à Tokyo, il a remporté la médaille de bronze du tandem, avec Klaus Kobusch. 
Il a été inhumé le 8 septembre 2015 à Worzeldorf, près de Nuremberg.

## Palmarès

### Jeux olympiques
- Tokyo 1964
  -  Médaille de bronze du tandem (avec Klaus Kobusch)

### Championnats nationaux
- Champion d'Allemagne du tandem de 1961 à 1965
- Champion d'Allemagne du kilomètre en 1961